# Völker Vietnams

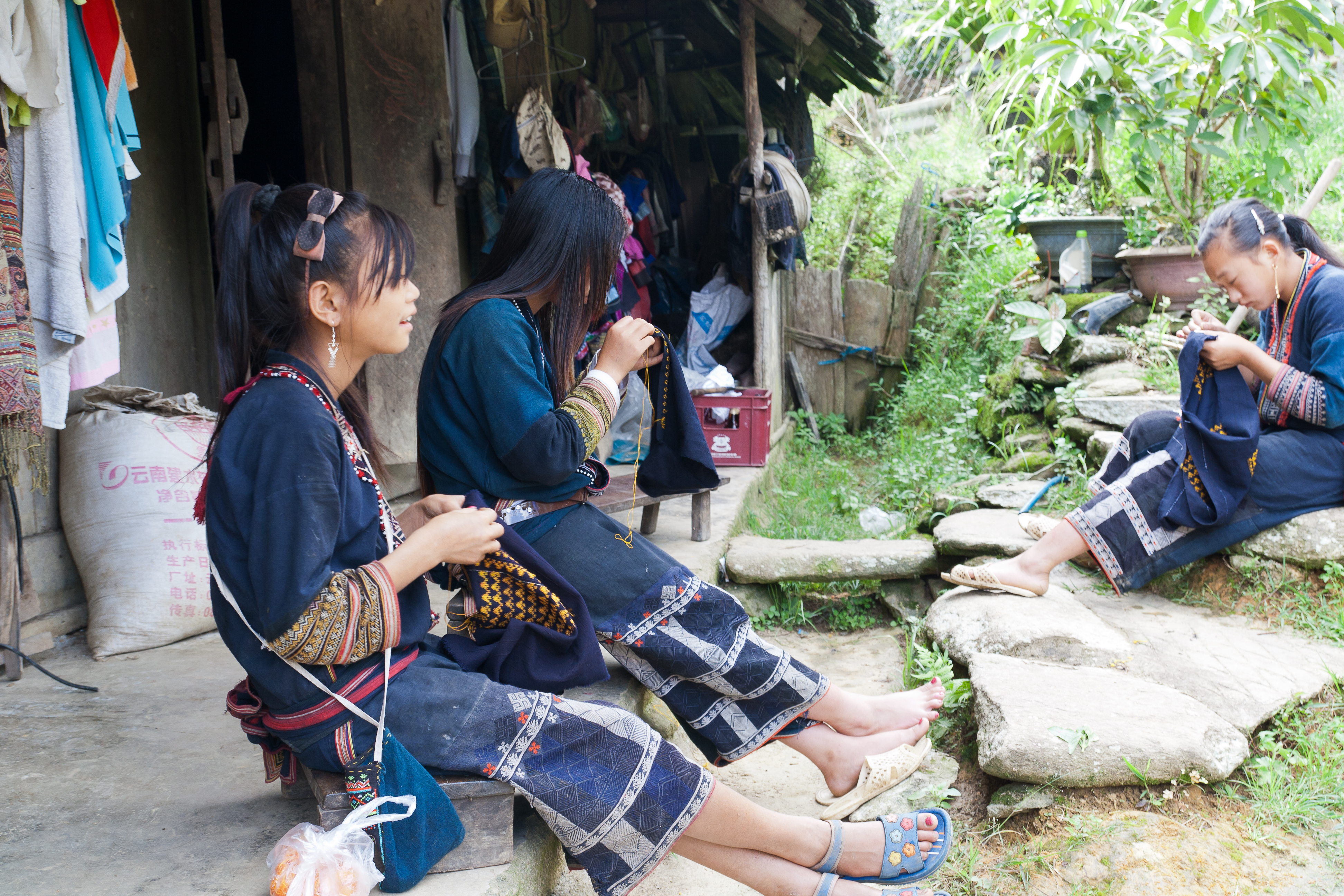
Frauen der Hmong bei Sa Pa in der nordvietnamesischen Provinz Lao Cai.

Vietnam ist ein multiethnisches Land. Etwa 88 % der Bevölkerung sind ethnische Vietnamesen (Việt oder Kinh). Daneben sind 53 ethnische Minderheiten staatlich anerkannt. Alle Minderheiten außer den Hoa und den Khmer wurden unter der französischen Kolonialherrschaft als Montagnards zusammengefasst.
Die größten Minderheiten sind Tai-Völker (Tày, Thái, Nùng etc.) sowie die Mường, Khmer, Hmong und Hoa (ethnische Chinesen).
Angehörige der Tai-Völker leben vor allem in den Bergen Nordvietnams. Sie sprechen mehrere miteinander eng verwandte Tai-Sprachen. Die in Vietnam als Thái bezeichnete Minderheit ist nicht mit dem Thai-Volk in Thailand zu verwechseln. Westliche Sprachwissenschaftler gliedern die Thái Vietnams meist weiter nach einzelnen Sprachen auf. Einige der Tai-Völker Vietnams sind eng verwandt oder sogar identisch mit einigen nationalen Minderheiten in China und Laos.
Die Mường leben im Norden von Zentralvietnam und sind sprachlich eng mit den ethnischen Vietnamesen verwandt.
Die Khmer leben im Mekong-Delta in Südvietnam; sie sind mit der Mehrheitsbevölkerung Kambodschas identisch. Ihre gesellschaftliche Stellung ist durch die historischen Konflikte zwischen Vietnam und Kambodscha beeinträchtigt.
Die Hoa (ethnische Chinesen) leben vor allem in den Städten und am flachen Land. Die meisten Hoa sprechen Kantonesisch, kleinere Gruppen sprechen Hakka, Min Nan, Chaozhou und andere Dialekte. Bis zur Volkszählung von 1979 waren sie die größte Minderheit Vietnams; bei der letzten Volkszählung im Jahr 2019 waren sie nur mehr die neuntgrößte Minderheit, da seit der Wiedervereinigung Vietnams eine Abwanderungsbewegung von Hoa ins Ausland eingesetzt hat.
Die kleinsten Minderheiten haben nur einige Hundert Angehörige. Unter den 96.208.984 Bewohnern bei der Volkszählung 2019 sieht die Verteilung wie folgt aus:

## Liste der Völker Vietnams
(nach Sprachgruppen geordnete Tabelle)
| Sprachfamilie                      | Name         | Andere Bezeichnungen in Vietnam                                                                        | Eigenbezeichnungen (falls abweichend) bzw. Untergruppen | Bevölkerung in Vietnam | Siedlungsgebiete (Provinzen) in Vietnam                                           | Anmerkungen und SIL-Codes                                                                                 |
| Viet-Muong (Austroasiatisch)       | Kinh         | Việt                                                                                                   | | 82.085.826             |                                                                                   | Vietnamesen im engeren Sinne; vie                                                                         |
| Viet-Muong (Austroasiatisch)       | Mường        | Mol, Mual, Moi,                                                                                        | Mọi Bi bzw. Moi Bi; Ao Tá, Au Tá bzw. Âu Tá | 1.452.095              | Hòa Bình, Thanh Hóa, Phú Thọ                                                      | |
| Viet-Muong (Austroasiatisch)       | Thổ          | | Kủo bzw. Kẹo, Mọn, Cuối, Họ, Đan Lai-Ly Hà; Tày Poọng bzw. Tày Pọng; Con Kha bzw. Xá La Vàng | 91.430                 | Nghệ An                                                                           | tou, hnu                                                                                                  |
| Viet-Muong (Austroasiatisch)       | Chứt         | Rục, Sách, A rem, Mày, Mã liềng, Tu vang, Pa leng, Xe lang, Tơ hung, Cha cú, Tắc cực, U mo, Xá lá vàng | | 7513                   | Quảng Bình                                                                        | auch in Laos; aem, pkt, scb?                                                                              |
| Tai (Tai-Kadai)                    | Tày          | Thổ | Ngạn, Phán, Thu Lao, Pa dí | 1.845.492              | Lạng Sơn, Cao Bằng, Tuyên Quang, Hà Giang, Bắc Kạn, Yên Bái, Thái Nguyên, Lào Cai | siehe tyz, tys, pdi (in China);                                                                           |
| Tai (Tai-Kadai)                    | Thái         | Táy | Táy Khao („Weiße Tai“), Táy Đăm („Schwarze Tai“), Táy Chiềng hay Táy Mương bzw. Hàng Tổng, Táy Thanh (Man Thanh), Táy Mười, Pu Thay, Thổ Đà Bắc, Táy Mộc Châu (Táy Đeng; „Rote Tai“)                       | 1.820.950              | Sơn La, Nghệ An, Thanh Hóa, Điện Biên, Lai Châu, Yên Bái, Hòa Bình                | in China; twh, pht, blt, tyr, thc, tyj, tmm, tyt                                                          |
| Tai (Tai-Kadai)                    | Nùng         | — | Xuồng, Giang, An, Phàn Sình, Lòi, Tùng Slìn, Cháo, Quý Rỵn, Khèn Lài, Dín, Inh | 1.083.298              | Lạng Sơn, Cao Bằng, Bắc Giang, Hà Giang, Đắk Lắk, Thái Nguyên                     | auch in Laos; nut                                                                                         |
| Tai (Tai-Kadai)                    | Sán Chay     | Mán, Cao Lan-Sán Chỉ, Hờn Bạn, Hờn Chùng, Sơn Tử                                                       | Cao Lan, Sán Chỉ | 201.398                | Tuyên Quang etc.                                                                  | (in China); siehe auch mlc                                                                                |
| Tai (Tai-Kadai)                    | Giáy         | Nhắng, Giẳng bzw. Dẳng, Sa Nhân, Pầu Thỉn, Chủng Chá, Pu Nắm, Xạ                                       | Pu Nà, Cùi Chu bzw. Quý Châu | 67.858                 | Lào Cai, Hà Giang, Lai Châu, Cao Bằng                                             | stehen den Bố Y sehr nahe; pcc                                                                            |
| Tai (Tai-Kadai)                    | Lào          | Lào Bốc, Lào Nọi                                                                                       | | 17.532                 | Điện Biên, Phong Thổ (Lai Châu), Sông Mã (Sơn La), Than Uyên (Lào Cai)            | tsl |
| Tai (Tai-Kadai)                    | Lự           | Lữ, Nhuồn, Duồn                                                                                        | | 6757                   | Lai Châu                                                                          | |
| Tai (Tai-Kadai)                    | Bố Y         | Bouyei                                                                                                 | Chủng Chá, Trọng Gia, Tu Dí, Tu Dìn, Pu Nà | 3232                   | Lào Cai, Yên Bái, Hà Giang, Tuyên Quang                                           | siehe auch Bouyei (China)                                                                                 |
| Mon-Khmer (Austroasiatisch)        | Khơ-me       | Khmer                                                                                                  | Miên, Cur, Cul, Thổ, Khơ-me Krôm (Khmer Krom) | 1.319.652              | Sóc Trăng, Vĩnh Long, Trà Vinh, Cần Thơ, Kiên Giang, An Giang                     | khm |
| Mon-Khmer (Austroasiatisch)        | Ba Na        | Bơ-nâm, Roh, Kon Kde, Ala Công, Kpang Công                                                             | Tơ-lô, Gơ-lar, Rơ-ngao, Krem; Roh, Con Kde, A la công, Krăng, Bơ Môn, Kpăng Công, Giơ-lơng bzw. Giơ Lâng, Y-lơng bzw. Y-lăng                                                                               | 286.910                | Kon Tum, Bình Định, Phú Yên                                                       | auch Bahnar genannt; bdq, ren                                                                             |
| Mon-Khmer (Austroasiatisch)        | Xơ-đăng      | Kmrâng, Hđang, Con-lan, Brila bzw. Bri La Teng                                                         | Xơ-teng bzw. Xơ Đeng, Tơ-đrá bzw. Tơ-dra, Mơ-nâm, Hà-lăng, Ka Râng, Ca-dong bzw. Cà Dong, Hđang, Châu, Ta Trẽ bzw. Tà Trĩ                                                                                  | 212.277                | Kon Tum, Quảng Ngãi, Quảng Nam – Đà Nẵng                                          | hal, hld, kxy, moo, sed, tdr                                                                              |
| Mon-Khmer (Austroasiatisch)        | Cơ-ho        | | Xrê, Nốp bzw. Tu Nốp, Cơ-don, Chil, Lát bzw. Lách, Tơ-ring | 200.800                | Lâm Đồng                                                                          | Untergruppen: Cờ-ho Srê, Cờ-ho Chil, Cờ-ho Nộp, Cờ-ho Lạt, Cờ-ho Cờ Dòn; kpm                              |
| Mon-Khmer (Austroasiatisch)        | Hrê          | Chăm Rê, Chom Krẹ, Lùy bzw. Mọi Luỹ, Mọi Đá Vách, Thạch Bých, Mọi Sơn Phòng                            | | 149.460                | Quảng Ngãi, Bình Định                                                             | hre |
| Mon-Khmer (Austroasiatisch)        | M'Nông       | Rlăm, Kuyênh                                                                                           | Gar bzw. Ger, Chil bzw. Chil Bu Nor, Rlâm, Preh, Kuênh, Nông bzw. Nong, Bu-Đâng bzw. Bu-dâng, Prâng, Đip, Biêt, Si Tô, Bu Đêh                                                                              | 127.334                | Đắc Lắc, Lâm Đồng, Bình Dương, Bình Phước                                         | cmo, mng, mnn                                                                                             |
| Mon-Khmer (Austroasiatisch)        | Xtiêng       | Xa-điêng, Mọi, Tà-mun                                                                                  | | 100.752                | Bình Dương, Bình Phước                                                            | stt, sti, crw?                                                                                            |
| Mon-Khmer (Austroasiatisch)        | Bru–Vân Kiều | Mang Cong, Trì, Khùa                                                                                   | Vân Kiều, Măng Coong, Trì, Khùa, Bru | 94.598                 | Quảng Bình, Quảng Trị, Thừa Thiên – Huế                                           | bru, xhv                                                                                                  |
| Mon-Khmer (Austroasiatisch)        | Khơ-mú       | Xá Cốu bzw. Xá Cẩu, Pu Thênh, Tềnh, Tày Hạy, Việt Cang, Khá Klậu, Mứn Xen                              | Quảng Lâm | 90.612                 | Nghệ An, Lai Châu, Sơn La, Thanh Hóa, Yên Bái                                     | kjg |
| Mon-Khmer (Austroasiatisch)        | Cơ-tu        | Ca-tu, Ca-tang, Mọi, Cao bzw. Gao, Hạ                                                                  | Phương, Kan-tua | 74.173                 | Quảng Nam – Đà Nẵng, Thừa Thiên – Huế                                             | ktv, phg                                                                                                  |
| Mon-Khmer (Austroasiatisch)        | Giẻ–Triêng   | Giang Rẫy bzw. Giảng Rây, Brila, Cà-tang, Mọi, Doãn, Pin                                               | Đgiéh, Gié, Dgieh bzw. Tareh; Triêng, Treng, Ta Liêng bzw. Tơ-riêng; Ve bzw. La-ve; Bnoong, Pa-noong bzw. Bơ Noong                                                                                         | 63.322                 | Kon Tum, Quảng Nam, Đà Nẵng                                                       | jeh, stg                                                                                                  |
| Mon-Khmer (Austroasiatisch)        | Tà-Ôi        | Tôi-ôi, Ta-hoi bzw. Ta-ôih;, Tà-uất (Atuất), Pa Cô; Ba Hi bzw. Pa Hi                                   | Pa-cô, Ba-hi, Can-tua | 52.356                 | Thừa Thiên – Huế, Quảng Trị                                                       | tth, pac? kta? tkz?                                                                                       |
| Mon-Khmer (Austroasiatisch)        | Mạ           | Mạ Xốp, Mạ Tô, Mạ Krung, Mạ Ngắn                                                                       | Châu Mạ, Chô Mạ, Mọi | 50.322                 | Lâm Đồng                                                                          | cma |
| Mon-Khmer (Austroasiatisch)        | Co           | Cor, Col, Cùa, Trầu                                                                                    | | 40.442                 | Quảng Nam – Đà Nẵng, Quảng Ngãi                                                   | cua |
| Mon-Khmer (Austroasiatisch)        | Chơ-ro       | Đơ-Ro, Châu Ro                                                                                         | | 29.520                 | Bình Thuận, Bình Dương, Bình Phước                                                | |
| Mon-Khmer (Austroasiatisch)        | Xinh-mun     | Puộc, Pụa                                                                                              | | 29.503                 | Sơn La, Lai Châu                                                                  | puo, xao                                                                                                  |
| Mon-Khmer (Austroasiatisch)        | Kháng        | Xá Khao, Xá Xúa, Xá Đón, Xá Dâng, Xá Hộc, Xá Aỏi, Xá Bung, Quảng Lâm                                   | | 16.180                 | Sơn La, Lai Châu                                                                  | kjm |
| Mon-Khmer (Austroasiatisch)        | Mảng         | Mảng Ư, Xá lá vàng                                                                                     | | 4650                   | Lai Châu                                                                          | zng |
| Mon-Khmer (Austroasiatisch)        | Rơ-măm       | | | 639                    | Kon Tum                                                                           | rmx |
| Mon-Khmer (Austroasiatisch)        | Brâu         | Brạo                                                                                                   | | 525                    | Kon Tum                                                                           | brb |
| Mon-Khmer (Austroasiatisch)        | Ơ-đu         | Tày Hạt                                                                                                | | 428                    | Nghệ An                                                                           | tyh |
| Hmong-Mien (= Miao-Yao)            | Hmông,       | Hơmông, Mèo (in Vietnam), Miêu (bzw. Miao in China), Mẹo (in Laos)                                     | | 1.393.547              | Hà Giang, Điện Biên, Sơn La, Lào Cai, Lai Châu, Yên Bái, Cao Bằng                 | (auch in China, Laos und Thailand); siehe mww, hmv, hmf, blu, hmz, neo                                    |
| Hmong-Mien (= Miao-Yao)            | Dao          | Mán, Động, Trại, Dìu, Miền, Dìu Miền, Kim Miền, Kìm Mùn, Kiềm, Dzao, Red Dzao                          | Đại Bản, Tiểu Bản, Đỏ, Cóc Ngáng bzw. Cốc Ngáng, Cóc Mùn bzw. Cốc Mùn, Lô Gang bzw. Lù Gang, Quần Chẹt, Tam Đảo, Sơn Đầu, Tiền, Quần Trắng, Làn Tiẻn bzw. Làn Tẻn, Áo Dài                                  | 891.151                | Hà Giang, Tuyên Quang, Lào Cai, Yên Bái, Quảng Ninh, Bắc Kạn, Cao Bằng            | (auch in China, Laos und Thailand); siehe ium, mji                                                        |
| Hmong-Mien (= Miao-Yao)            | Pà Thẻn      | Pá Hưng, Tống                                                                                          | | 8248                   | Hà Giang, Tuyên Quang                                                             | pha |
| Kadai (Tai-Kadai)                  | La-chí       | Cù Tê, La Quả                                                                                          | | 15.126                 | Hà Giang, Lào Cai                                                                 | lbt, lwh                                                                                                  |
| Kadai (Tai-Kadai)                  | Cờ lao       | Ke Lao                                                                                                 | | 4003                   | Hà Giang                                                                          | Gelao enc? giq? gir? giw?                                                                                 |
| Kadai (Tai-Kadai)                  | La ha        | Xá Khắc, Phlắc, Khlá                                                                                   | | 10.157                 | Sơn La, Lào Cai                                                                   | lha |
| Kadai (Tai-Kadai)                  | Pu péo       | Ka Beo, Pen ti lô lô                                                                                   | | 903                    | Hà Giang                                                                          | laq, lwh?                                                                                                 |
| Malayopolynesisch (Austronesisch)  | Gia-rai      | Mọi; Chơ-rai, Giơ-rai bzw. Gia Lai; Hơbau                                                              | Chỏ bzw. Chor, Hđrung bzw. Hdrung, Aráp, Mdhur, Tbuăn bzw. Tơ Buăn | 513.930                | Gia Lai, Kon Tum, Đắc Lắc                                                         | jra |
| Malayopolynesisch (Austronesisch)  | Ê-đê         | Đe, Mọi                                                                                                | Ra-đê, Rha-đê, Êđê-Êga, Anăk Êđê, Kpă bzw. Kpa, Ađham bzw. A Dham, Krung, Ktul, Dliê, Ruê, Blô, Êpan bzw. Epan, Mđhur bzw. Mdhur, Bih bzw. Bích, Kđrao, Dong Kay, Dong Măk, Êning, Arul, Hning, Kmun, Ktlê | 398.671                | Đắc Lắc, Gia Lai, Khánh Hòa, Phú Yên                                              | |
| Malayopolynesisch (Austronesisch)  | Chăm         | Chiêm Thành, Chăm Pa, Hời bzw. Hroi, Chàm                                                              | Hroi, Châu Đốc, Chà Và Ku, Pôông | 178.948                | Ninh Thuận, Bình Thuận                                                            | siehe auch: cjm, cja, hro                                                                                 |
| Malayopolynesisch (Austronesisch)  | Ra-glai      | Radlai, Rô-glai, Ra Glây bzw. Glai, O-rang, Mọi, Hai                                                   | Ra-clay (Rai), Noong (La-oang bzw. La Vang) | 146.613                | Khánh Hòa, Ninh Thuận                                                             | rog, rgs, roc                                                                                             |
| Malayopolynesisch (Austronesisch)  | Chu-ru       | Chơ Ro, Đơ-Ro, Châu Ro                                                                                 | | 23.242                 | Lâm Đồng, Ninh Thuận, Bình Thuận                                                  | cje |
| Sinitisch (Sino-Tibetisch)         | Hoa          | Khách, Hán, Tàu                                                                                        | Triền Châu, Phúc Kiến (Fujian, Hokkien), Quảng Đông (Guangdong), Quảng Tây (Guangxi), Hải Nam (Hainan), Xạ Phang, Thoòng Nhằn, Hẹ                                                                          | 749.466                |                                                                                   | Die Hoa sind ethnische Chinesen (Han). Etwa die Hälfte der Hoa lebt im Bezirk Chợ Lớn in Sàigòn; yue etc. |
| Sinitisch (Sino-Tibetisch)         | Sán dìu      | Trại, Trại Đát, Sán Dợo bzw. Sán Déo, Mán quần Cộc, Mán Váy Xẻ                                         | | 183.004                | Quảng Ninh, Hải Dương, Bắc Giang, Phú Thọ, Bắc Kạn, Thái Nguyên, Tuyên Quang      | Die Sán dìu sprechen einen kantonesischen (d. h. chinesischen) Dialekt                                    |
| Sinitisch (Sino-Tibetisch)         | Ngái         | Ngái Hắc Cá, Lầu Mần, Hẹ, Sín, Đàn, Lê                                                                 | | 1649                   | Quảng Ninh, Hà Bắc, Lạng Sơn, Cao Bằng, Bắc Thái, Sàigòn                          | Die Ngái sprechen chinesische Dialekte                                                                    |
| Tibeto-Birmanisch (Sino-Tibetisch) | Hà Nhì       | U Ní, Xá U Ní                                                                                          | | 25.539                 | Vân Nam                                                                           | siehe hni, ahk (auch in China und Laos)                                                                   |
| Tibeto-Birmanisch (Sino-Tibetisch) | Phù Lá       | Xá Phó, Bồ Khô Pạ, Mú Dí Pạ, Phổ, Va Xơ Lao, Pu Dang                                                   | | 12.471                 | Lai Châu, Sơn La, Lào Cai, Hà Giang, Lào Cai                                      | phh |
| Tibeto-Birmanisch (Sino-Tibetisch) | La Hủ        | Xá Lá Vàng, Cò Xung, Khù Sung, Khả Quy                                                                 | | 12.113                 | Lai Châu                                                                          | (auch in Thailand, China, Laos und Myanmar); siehe lhu, kds                                               |
| Tibeto-Birmanisch (Sino-Tibetisch) | Lô Lô        | Di, Mùn Di, Màn Di, La La, Qua La, Ô Man, Lu Lộc Màn                                                   | | 4827                   | Hà Giang, Cao Bằng, Lào Cai                                                       | (auch in China), siehe nty                                                                                |
| Tibeto-Birmanisch (Sino-Tibetisch) | Cống         | Xắm Khống, Mông Nhé, Xá Xeng                                                                           | | 2729                   | Lai Châu                                                                          | cnb |
| Tibeto-Birmanisch (Sino-Tibetisch) | Si La        | Cú Dé Xử, Khà Pé                                                                                       | | 909                    | Lai Châu                                                                          | slt |

Noch nicht zugeordnete SIL-Codes für Vietnam lt. Ethnologue:
- lgh
- nuo
- tyl